# 호세 이그나시오 사엔스
호세 이그나시오 사엔스 마린(스페인어: José Ignacio Sáenz Marín, 1973년 9월 28일, 라 리오하 주 로그로뇨 ~)은 호세 이그나시오(스페인어: José Ignacio)로도 알려진 스페인의 전 축구 선수로, 수비형 미드필더로 활약했다.

## 클럽 경력
라 리오하 주 로그로뇨 출신인 이그나시오는 로그로녜스에서 프로 무대 신고식을 치렀다. 1994-95 시즌을 끝으로 소속 구단이 라 리가에서 강등되면서, 그는 발렌시아로 이적했고, 27경기 출전하여 1년차 준우승에 일조했다.
1997년 여름, 이그나시오는 사라고사로 이적해 5년을 활약했다. 2000-01 시즌 그는 프로 무대 개인 최다인 6골을 기록했는데, 2001년 4월 14일에 열린 바르셀로나와의 4-4 난타전에서도 득점을 기록했고, 아라곤 연고 구단은 이 시즌에 리그 17위로 강등을 간신히 면하고, 그 시즌 코파 델 레이를 들어올렸고, 결국 이듬해에 강등되면서 비극을 마주하게 되었다.
이그나시오는 2002-03 시즌에 셀타 비고로 이적해 1년차에 갈리시아 연고 구단의 사상 첫 챔피언스리그 진출을 이룩했다. 그러나, 셀타도 이듬해에 강등당했다.
2006년, 33세를 앞두었을 때, 2년차에 11경기를 출전하고 1부 리그 복귀 원년에 1경기 출전에 그친 그는 친정 구단 로그로녜스에 단장으로 복귀했다. 그는 현역 14년 중 11년 동안 1부 리그에서 활약했는데, 총 317번의 경기에 출전해 17골을 기록했다.

## 국가대표팀 경력
이그나시오는 2001년에 스페인 국가대표팀 경기에 2번 출전했다. 첫 출전은 리히텐슈타인과의 9월 5일 2002년 월드컵 예선전 경기였고, 2달 후에 우엘바에서 열린 멕시코와의 친선경기에도 출전했다.
그에 앞서, 이그나시오는 1996년 하계 올림픽에서 자국을 대표로 출전했다.

## 수상

### 클럽
사라고사
- 코파 델 레이: 2000–01[3]

### 국가대표팀
스페인 U-21
- U-21 유럽 선수권 대회 준우승: 1996[6]